# Курсистка
«Курси́стка» — картина русского живописца-реалиста Николая Ярошенко, известная в двух версиях, написанных в 1883 году. Один вариант полотна находится в настоящее время в коллекции Национального музея «Киевская картинная галерея», а другой — в Калужском музее изобразительных искусств. Картина впервые была представлена широкой публике на XI Передвижной выставке в 1883 году. Демонстрация полотна спровоцировала острые дискуссии как по поводу его художественных достоинств, так и о роли женщины в российском обществе XIX века. Советские искусствоведы выдвинули гипотезу, в соответствии с которой именно картина Николая Ярошенко «Курсистка» заставила Илью Репина отказаться от первоначального замысла и создать новый вариант своей картины «Не ждали», получивший впоследствии широкую известность.
На картине изображена учащаяся естественного отделения Бестужевских женских курсов в Санкт-Петербурге Анна Константиновна Дитерихс, впоследствии — детская писательница и публицистка, супруга издателя и общественного деятеля Владимира Григорьевича Черткова, близкого друга Льва Толстого. Некоторые исследователи называли картину «Курсистка» первым изображением учащейся женщины в русской живописи. Кандидат искусствоведения, автор монографии о творчестве Николая Ярошенко Владимир Прытков считал, что это полотно — «поэтический символ молодой России, которой принадлежит будущее».

## Изображение на картине
Описывая изображение на полотне, русский писатель Глеб Успенский утверждал: «девушка лет пятнадцати — шестнадцати, гимназистка или юная студентка, бежит с „книжкой подмышкой“ на курсы или на уроки». У неё «худенькое лицо с ещё по-детски пухловатыми губами и серьёзным прямым взглядом больших карих глаз». Её глаза «полны надежд» и «веры во „всё хорошее“», с «отблеском „красоты ржаного поля“». Девушка одета в тёмное платье, клетчатый плед, защищающий от холода и дождя, на голове — круглая шапочка без полей («курсистская» шапочка), у неё короткая стрижка. Простой кожаный кушак, подпоясывающий талию, дополняет типичный характер её одежды. Владимир Прытков писал о причудливом сочетании женского платья и мужской блузы, перехваченной широким ремнём, мужской шапочки и студенческого пледа, что было характерно для внешнего облика курсисток той поры. Такая одежда выдаёт в ней представительницу разночинной демократической молодёжи начала 1870—1880 годов, а молодость, скромность и ум делают её привлекательной.
Девушка бодро идёт по петербургской улице. Недавно прошёл дождь, поэтому на тротуаре видны лужи с серебристыми отражениями. По словам историка культуры Владимира Порудоминского, от девушки исходят уверенность и душевный свет. Основатель и первый директор Мемориального музея-усадьбы Н. А. Ярошенко Владимир Секлюцкий отметил в ней честность, трудолюбие, пламенную веру в лучшее будущее. Художник сознательно опустил подробности городского пейзажа, показав только грязные плиты тротуара и влажные фасады здания. Высокие каменные стены окутаны туманом. Прытков отмечал как достоинство картины передачу художником единства и насыщенности световоздушной среды за счёт «некоторого ослабления звучности цвета» и использования «общего коричневато-фиолетового тона». С этим общим тоном в контрасте находится только ярко-белый воротничок, который сразу привлекает внимание зрителя к лицу девушки.

## Прототип героини картины «Курсистка»
Секретарь Льва Толстого Валентин Булгаков убеждённо писал, что Анна Дитерихс является героиней картины «Курсистка» «не в переносном каком-нибудь, символическом, а в самом точном, буквальном значении: Ярошенко с неё писал свою курсистку». Кандидат искусствоведения Владимир Прытков также считал не подлежащим сомнению, что художник писал картину с Анны Константиновны Дитерихс (1859—1927, в замужестве с 1886 года, когда она стала супругой издателя, публициста и общественного деятеля Владимира Черткова, — Черткова). Она родилась в семье профессионального военного, полковника-артиллериста Константина Дитерихса и дворянки Ольги Мусницкой в Киеве. В 1879 году, переехав вместе с семьёй в Санкт-Петербург, Анна поступила на словесное отделение высших Бестужевских женских курсов, но через два года перевелась на естественное отделение (получить диплом о его окончании Дитерихс так и не смогла — проучившись четыре года, она тяжело заболела и пропустила последний экзамен). В 1883 году, когда её писал Ярошенко, она действительно была курсисткой. Прытков акцентировал внимание на типичности биографии и внешности девушки, выбранной для позирования художником. При этом он обращал внимание, что Ярошенко омолодил свою модель. Вместо реальных 24 лет на картине ей можно дать 17—18. Такое же мнение высказывала доктор искусствоведения, академик Российской академии художеств Алла Верещагина. Она писала, что художник сохранил самые общие черты лица Чертковой, но сделал её значительно моложе. По-иному оценивала роль Дитерихс в создании картины старший научный сотрудник Мемориального музея-усадьбы Н. А. Ярошенко Ирина Поленова. Она писала, что Дитерихс отдала лишь «некоторые, впрочем заметно изменённые, свои черты „Курсистке“». В своей статье 2018 года она, даже не упоминая Дитерихс как прототипа «Курсистки», писала о «реальном облике тысяч современниц», который, по её мнению, лежит в основе «жизни героини».
В изображённом на картине персонаже Владимир Порудоминский видел отражение одновременно нескольких реальных женщин: Марии Невротиной — супруги художника, учащейся «первого набора» Бестужевских курсов, приятельницы художника общественной деятельницы Надежды Стасовой, сестры музыкального критика Владимира Стасова, жены брата Ярошенко Василия, юристки по образованию Елизаветы Шлиттер, окончившей Бернский университет, и, в первую очередь, — Анны Дитерихс, которую он считал прототипом героини картины. По мнению Порудоминского, художник, работая над картиной, постепенно устранял портретное сходство своей героини с Дитерихс, совершая трансформацию прототипа в тип. Порудоминский отмечал, что современники, знакомые с Анной Чертковой, не узнавали её изображение на картине «Курсистка».
Порудоминский считал, что «Курсистка» для художника — «тема личная» и одновременно «тема большого общественного значения, важная часть современной жизни». То, что прототипом стала близкая знакомая художника, по его мнению, показывает значение личного начала в картине. Постоянная угроза в начале 1880-х годов закрытия высших женских учебных заведений (в 1881 году Комиссия по вопросу об усилении надзора за учащейся молодёжью потребовала закрытия Высших женских курсов, в 1882 году были ликвидированы Высшие женские медицинские курсы, так как Особое совещание, возглавляемое Константином Победоносцевым и Иваном Деляновым, признало женское медицинское образование «опасным») придавала картине общественное значение.

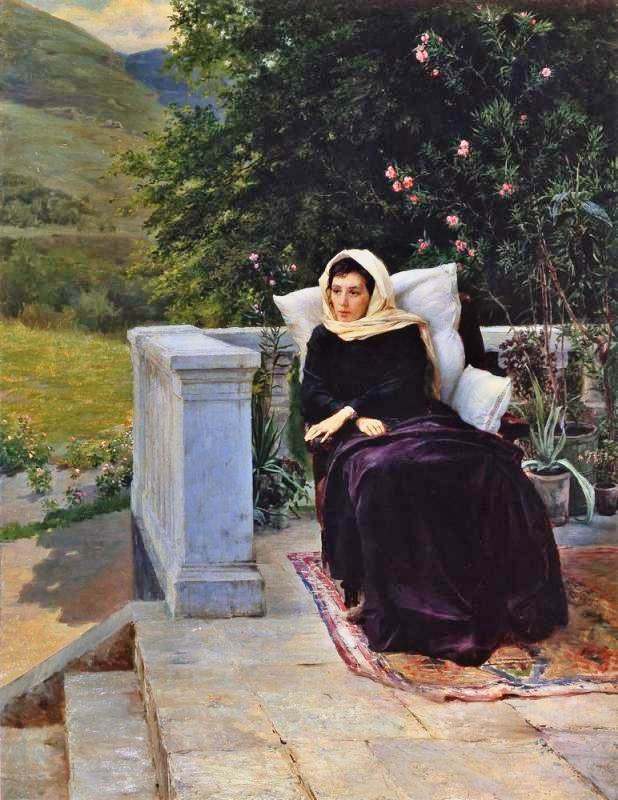
Николай Ярошенко. В тёплых краях, 1890 год, Русский музей

В 1890 году художник вновь изобразил Анну Черткову на своей картине «В тёплых краях» (Русский музей, холст, масло, 107,5 × 81 см, в правом нижнем углу картина подписана и датирована автором: «Н. Ярошенко. 1890»). Ещё один вариант этой картины находится в собрании Екатеринбургского музея изобразительных искусств. Биограф Ярошенко Ирина Поленова писала о том, что Черткова также стала комическим персонажем в графике художника. По мнению исследовательницы, в Анне Чертковой Ярошенко находил «соответствие разным и даже взаимоисключающим своим замыслам».

## Работа художника над картиной и её судьба
К 1883 году Ярошенко успешно делал карьеру на государственной службе. Он был произведён в полковники, числился в гвардейской пешей артиллерии, являлся начальником мастерской при Патронном заводе, а также исполнял «особые поручения» при нём. Он был женат, состоял в Товариществе передвижных художественных выставок с 1875 года. Ярошенко неоднократно выезжал за границу, где жил месяцами, побывал в музеях Швейцарии, Италии, Германии, Голландии, Великобритании.

### Картины-предшественницы «Курсистки» в творчестве художника
Исследователь творчества Николая Ярошенко Владимир Прытков называл его горячим сторонником идеи равноправия женщин. Он считал, что история работы художника над образом девушки, представляющей передовую российскую молодёжь, прослеживается с картины «Курсистка» 1880 года (Прытков также упоминал картину «Прогрессистка», которую он датировал на основе особенностей подписи 1878 годом, где художник также изобразил «облик скромно одетой курсистки с вдумчивым серьёзным лицом и по-мужски коротко подстриженными волосами», хотя, по мнению исследователя, «в её лице нет волевой собранности и гневной решимости, а чувствуется глубокая грусть, порождённая противоречиями высоких идеалов с грустной российской действительностью»). Она находится в коллекции Русского музея (холст, масло, 85 × 54 см, слева внизу подпись «Н. Ярошенко. 1880 г.», Ж-4159, полотно поступило в Русский музей в 1932 году из Третьяковской галереи). Исследователь считал более правильным называть эту картину «Гимназистка». Эта картина была представлена под нейтральным названием «Этюд» на VIII Передвижной выставке. Ярошенко изобразил девочку в возрасте 12—13 лет с некрасивым лицом, одетую в «форменное» коричневое платье, сидящую на стуле, сложив на коленях руки. С одной стороны, она конфузится, с другой — ей очень смешно. Прытков писал об угловатой, но симпатичной девочке. Лицо и поза её «правдоподобны и естественны». Работе над «Гимназисткой» предшествовал акварельный этюд, созданный 28 октября 1879 года. Здесь у той же девочки, которая позировала для «Гимназистки», серьёзное выражение лица. Историк Ксения Дриллер в связи с этим писала о «то не по возрасту серьёзной, то брызжущей жизнерадостностью девочке из простой семьи». По мнению Владимира Прыткова, такими обыватели представляли себе будущих курсисток в возрасте 12-13 лет. Кроме опытов по воплощению образа на холсте, Ярошенко длительное время «изучал различных представительниц русской учащейся молодёжи».

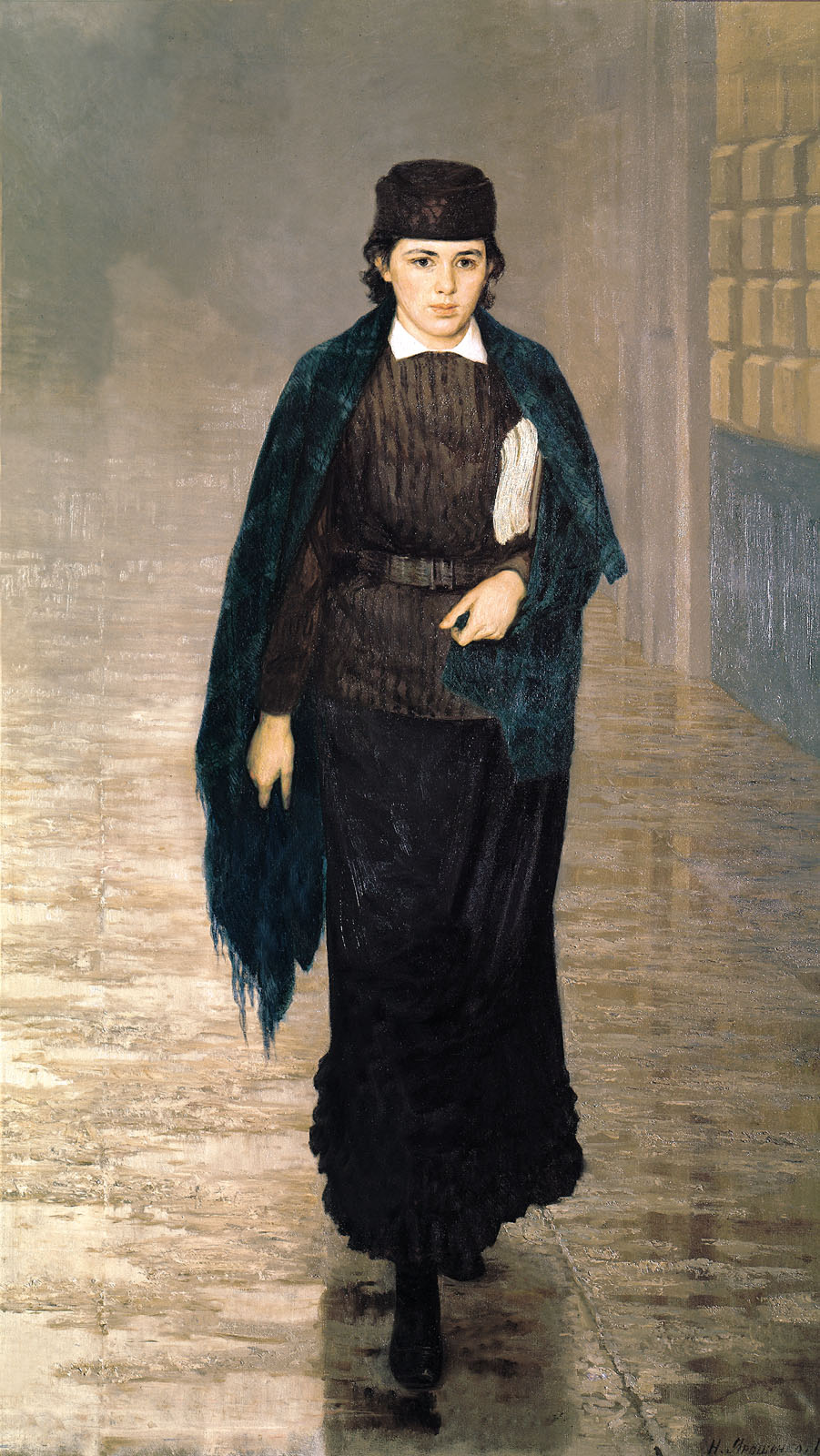
Николай Ярошенко. «Курсистка» из Киевского музея, 1883 год

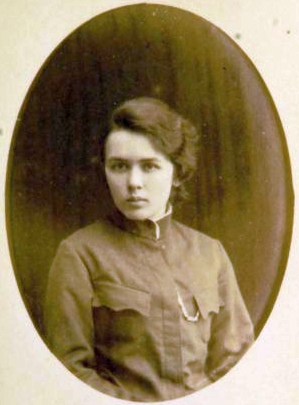
Анна Дитерихс на фотографии 1883 года

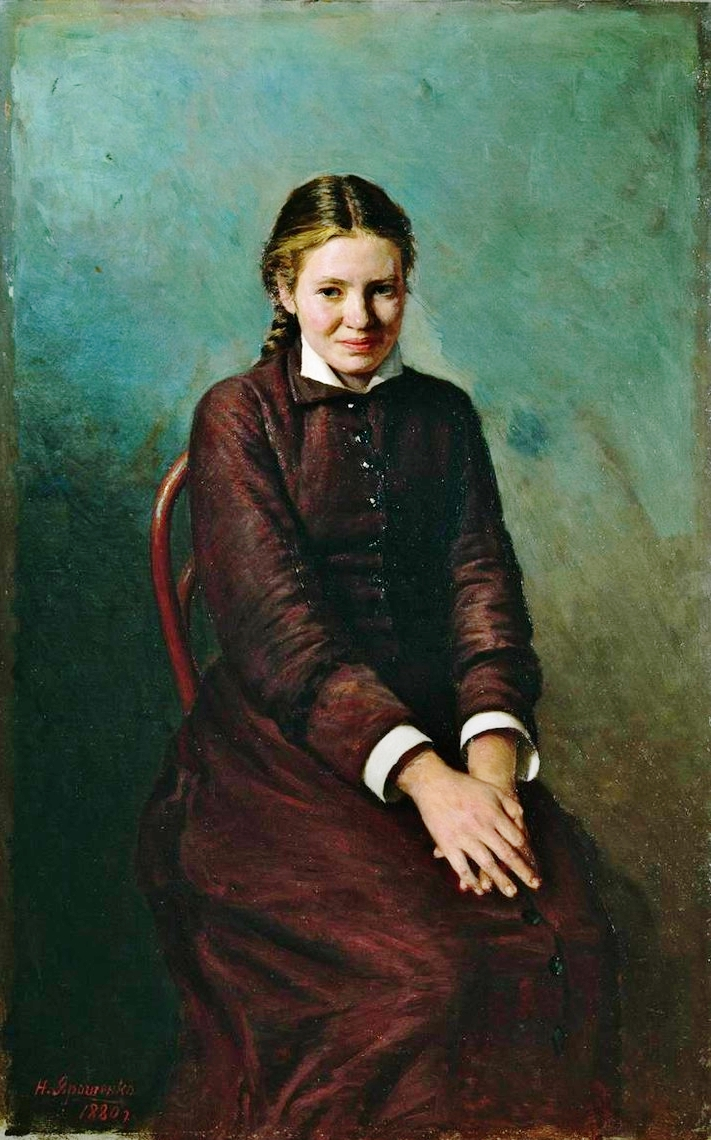
Николай Ярошенко. Курсистка (Гимназистка), 1880 год

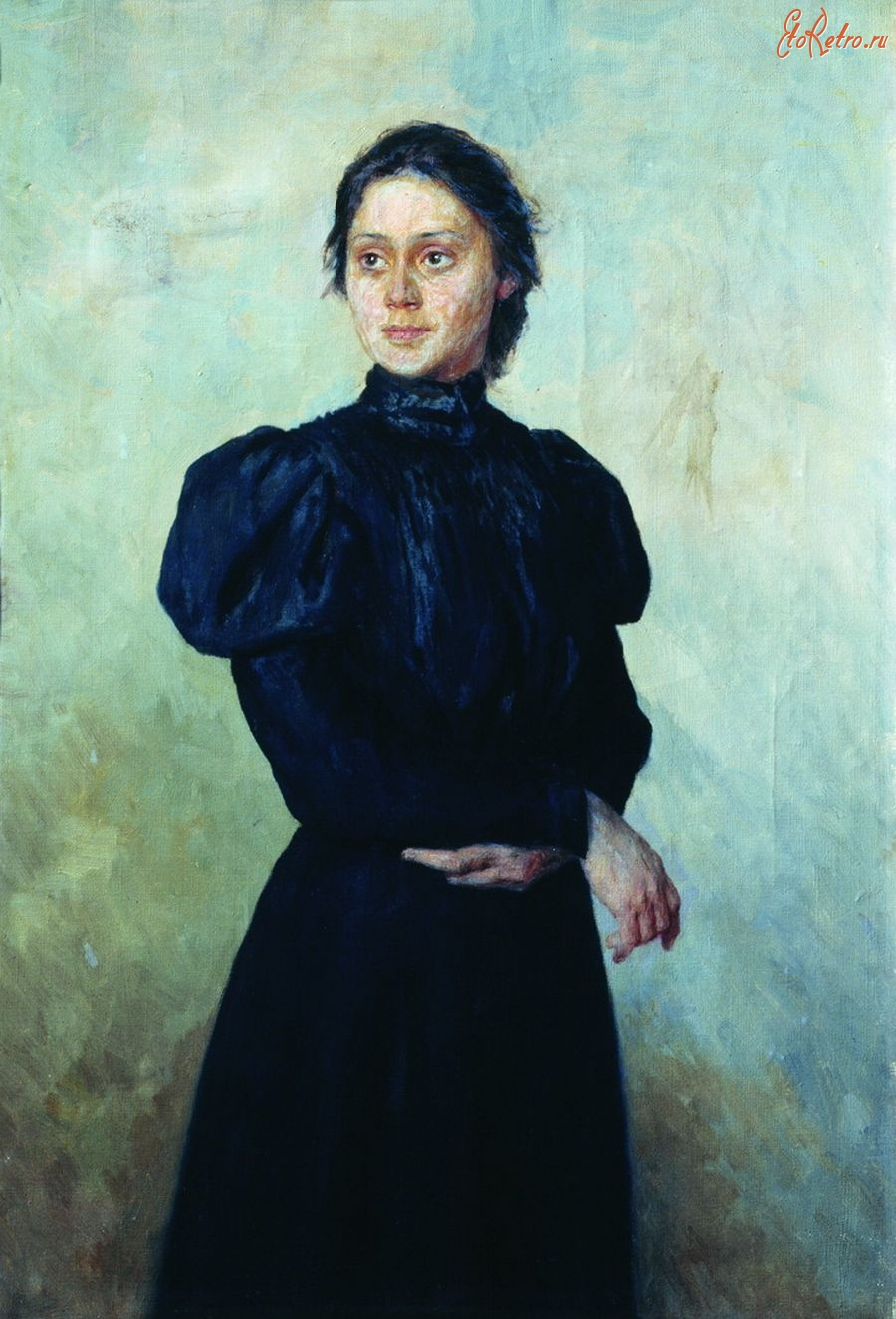
Николай Ярошенко. Портрет Веры Глебовны Успенской

Продолжилась работа над образом в «Портрете неизвестной» 1881 года из собрания Третьяковской галереи (холст, масло, 112 × 76 см, справа внизу подпись «Н. Ярошенко. 1881», по предположению Прыткова, картина должна была экспонироваться на Х Передвижной художественной выставке)) и в «Женском портрете» 1882 года из собрания Самарского областного художественного музея, который был выполнен в технике соуса (бумага, соус, гуашь, 64 × 47 см, подпись слева внизу «Н. Ярошенко 1882 г.») . Второй из них передаёт сложный духовный мир молодой женщины, а первый, выполненный в тёмных тонах, изображает курсистку со скорбным и нервным лицом, страдающую «за не своё горе».

### Варианты полотна
Иван Крамской, увидев «Курсистку» у автора в мастерской, убеждал Ярошенко, что картина «не оттеняет всего значения женского движения» (его не устроили и трактовка лица, и трактовка фигуры девушки художником). Девушка в силу юности, нежности и хрупкости, вызывает сочувствие, а не уважение. Ярошенко принялся за новую картину. Авторы статьи 1909 года о Ярошенко Илья Остроухов и Сергей Глаголь утверждали, что на ней изображена была «другая девушка» — «здоровая, крепкая», «бодро идущая вперёд». В настоящее время существуют два варианта «Курсистки» — на одном из них, по мнению Порудоминского, девушка выглядит старше и серьёзнее, она более сосредоточена, но значительных изменений в картину Ярошенко не внёс, если принимать другой вариант за первую версию, которая подверглась критике Крамского. Исследователи даже дискутировали, какой из вариантов был первым. По мнению Порудоминского, неопубликованные воспоминания жены художника Николая Дубовского разрешают недоумение: оба варианта картины написаны после беседы с Крамским, один из них — авторская копия, выполненная по просьбе покупателя. Крамской же видел в мастерской Ярошенко совсем другую картину под названием «Курсистка». Порудоминский предполагал, однако, что Ярошенко или не прислушался к мнению Крамского, или хотел это сделать, но у него не получилось, — образ девушки сохранил хрупкость и женственность и в известных нам вариантах. Сам Порудоминский писал, что «нежность, хрупкость, женственность… не исключают, а предполагают серьёзное уважение».
Автор монографии о творчестве Ярошенко Владимир Прытков допускал, что обе сохранившиеся версии картины как раз и являются двумя вариантами полотна (до и после критики Крамского), а изменениями, которые внёс художник во второй, окончательный вариант картины, в этом случае считал: некоторое изменение «характера здания в фойе картины», исчезла чёткость отражения его [здания] на… тротуаре, стала чуть старше сама курсистка, чуть тяжелее сделалась пачка книг, прикрытых пледом". Однако незначительность этих изменений, по его мнению, «заставляет предполагать существование иного, не дошедшего до нас варианта „Курсистки“», или же относить критическую реакцию Крамского не к картине «Курсистка», а к полотну «У Литовского замка» (1881, картина была представлена на IХ Передвижной художественной выставке и погибла ещё при жизни Ярошенко).

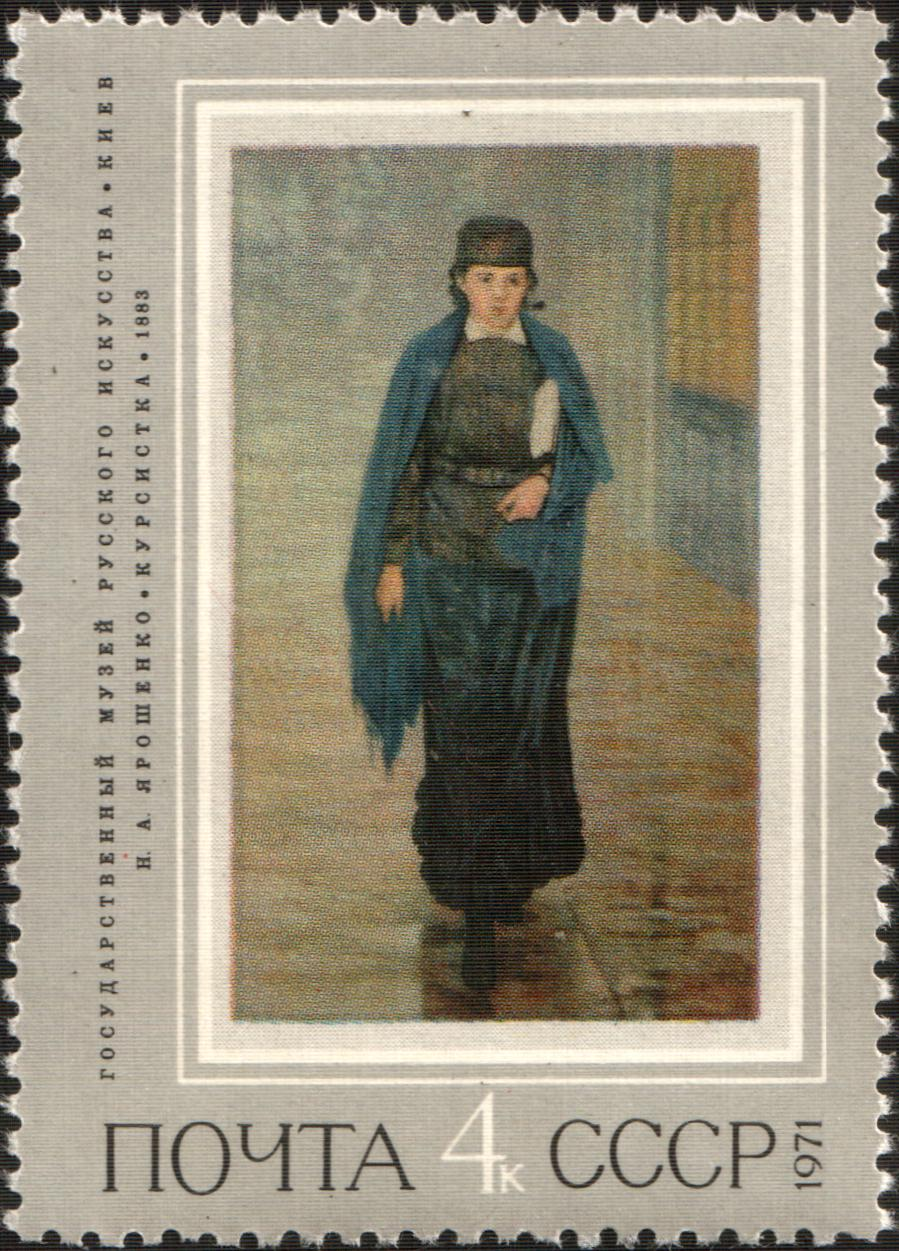
Картина на советской почтовой марке 1971 года. ЦФА 4054

Официальный сайт Калужского музея изобразительных искусств, где хранится в настоящее время одна из двух версий картины, сообщает, что самый первый вариант, который критиковал Крамской, был уничтожен автором. Владимир Секлюцкий писал в биографии художника, что этот вариант сохранился и им является «Портрет Веры Глебовны Успенской», который находится в Полтавском художественном музее (1884 (?), холст, масло, 67,5 × 45 см). Старший научный сотрудник Музея-усадьбы Николая Ярошенко Ирина Поленова считает, что первоначальный вариант, который видел Крамской, мог быть не только уничтожен, но и записан художником, и предлагает рентгенографию с целью его поиска под более поздними работами Ярошенко. Она также утверждает, что существует или существовала реплика этого варианта, местонахождение которой неизвестно.
Сразу после демонстрации на Передвижной выставке Павел Третьяков предпринял попытку договориться с художником о покупке привлёкшей к себе внимание зрителей и художественных критиков картины. Ярошенко запросил высокую цену, которая не устроила коллекционера. Ярошенко отказался снижать цену, и Третьяков не стал приобретать полотно. Один вариант окончательной версии картины, который был показан широкой публике на ХI Передвижной выставке, Ярошенко подарил брату (он в настоящее время представлен в экспозиции Калужского музея). Эта картина поступила в музей из имения Степановское-Павлищево Калужской губернии. Другой вариант, мало чем отличающийся от этого, был продан художником коллекционеру, тайному советнику Николе Терещенко. Сейчас он находится в Киевском музее. По мнению биографа Ярошенко Ирины Поленовой, напротив, картина, представленная на Передвижной выставке, была продана в частную коллекцию, а брату Василию Александровичу, супругой которого была владелица имения в Калужской губернии Елизавета Шлиттер, он подарил только копию.
Фаина Дубовская, со слов самого художника, рассказывала, что после того, как Ярошенко договорился о цене с покупателем одной версии своей «Курсистки», ещё один меценат попросил художника сделать для него копию. Когда и копия была исполнена, появился первый покупатель, чтобы вывезти из мастерской полотно. Он увидел оба варианта картины и заявил, что забирает копию (которая, по его мнению, получилась лучше), так как считает, что у него как первого заказчика есть право выбора, тем более, что у второго заказчика нет возможности сравнивать между собой оба варианта.
Русский и советский литературный критик, публицист Михаил Неведомский в 1917 году в своём очерке творчества художника писал, что картина «Курсистка» (он не уточнял, какой вариант имеет в виду) находилась на тот момент в коллекции Третьяковской галереи.

### «Курсистка» в коллекциях музеев России и Украины
Вариант картины «Курсистка», находящийся в собрании и экспозиции Калужского музея изобразительных искусств (инв. — Ж 0167), выполнен в технике масляной живописи по холсту. Его размер — 131 × 81 см. По данным исследователя творчества Ярошенко Владимира Прыткова, именно этот вариант картины экспонировался на XI Передвижной художественной выставке в 1883 году, на посмертной групповой выставке полотен Ивана Ендогурова, Ивана Шишкина и Николая Ярошенко, а также на выставке произведений Ярошенко в Москве в 1899 году. Вариант картины, находящийся в собрании и экспозиции Национального музея «Киевская картинная галерея» (инв. — Ж-154), выполнен в той же технике. Его размер — 133 × 82,5 см (по другим данным — 134 × 83 см). Он подписан: «Н. Ярошенко 1883». Данный вариант был представлен на выставке произведений Ярошенко в Киеве в 1948 году.
«Курсистка» Николая Ярошенко экспонировалась на выставке русского искусства в США, а во время визитов Первого секретаря ЦК КПСС Никиты Хрущёва — на выставках российского и советского искусства в 1959 году в Лондоне и в 1960 году в Париже. Каждый раз ей сопутствовал успех у зрителей (сообщающий об этих фактах Секлюцкий не упоминает, о каком из двух вариантах «Курсистки» идёт речь).
В 1971 году в СССР была издана многоцветная почтовая марка с репродукцией картины Ярошенко «Курсистка» из киевского музея (№ по каталогу ЦФА 4054; размер зубцовки — 12 : 12,5; тип зубцовки — гребенчатая; тираж — 7 500 000; номинал — 4 копейки; художники-оформители — И. Мартынов и Н. Черкасов; серия «Русская живопись») на мелованной бумаге с лаковым покрытием, печать офсетная.

## Современники о картине
Писатель и журналист Глеб Успенский опубликовал в журнале «Отечественные записки» очерк о картине «Курсистка» под названием «По поводу одной картинки». Он входит в цикл «Из разговоров с приятелями». Когда писатель (он называет себя в очерке Протасовым) увидел эту работу Ярошенко в мастерской художника (Успенский в своём очерке ни разу не называет имя художника и название картины, но подробно рассказывает об обстоятельствах, которые предшествовали и сопутствовали его знакомству с полотном — он прибыл в Санкт-Петербург в поисках работы и приятель затащил его по случаю в мастерскую автора картины), он «вдруг ожил, очувствовался, возвратился в состояние здравого ума и полной памяти», «зацепился карманом за ручку двери» — «не пустила картинка»! В очерке о «Курсистке» Глеб Успенский писал:

Художник, выбирая из всей этой толпы «бегущих с книжками» одну самую ординарную, обыкновенную фигуру, обставленную самыми ординарными аксессуарами простого платья, пледа, мужской шапочки, подстриженных волос, тонко подмечает и передает вам, «зрителю», «публике», самое главное… Это главное: чисто женские, девичьи черты лица, проникнутые на картине, если можно так выразиться, присутствием юношеской, светлой мысли… Главное же, что особенно светло ложится на душу, это нечто прибавившееся к обыкновенному женскому типу — опять-таки не знаю, как сказать, — новая мужская черта, черта светлой мысли вообще (результат всей этой беготни с книжками)… Вот это-то изящнейшее, не выдуманное и притом реальнейшее слитие девичьих и юношеских черт в одном лице, в одной фигуре, осенённой не женской, не мужской, а «человеческой» мыслью, сразу освещало, осмысливало и шапочку, и плед, и книжку, и превращало в новый, народившийся, небывалый и светлый образ человеческий.— Владимир Порудоминский. Ярошенко
Успенский отмечал, что стоящие рядом с картиной зрители говорили не о полотне, а «о женщинах, о семейной жизни, о современной жизни…».
«Курсистка» предстала впервые перед широкой зрительской аудиторией на Передвижной выставке 1883 года. Порудоминский писал, что от картины «веяло духом протеста». По его мнению, это была «борьба лучших русских людей с Победоносцевыми и Деляновыми… Это борьба сотен юных девушек, воспитанием, казалось бы, не подготовленных ни к беспощадной борьбе, ни вообще к самостоятельной жизни, со „взглядами общества“, предрассудками сословий и семейств, произволом и отчаянием родителей, с собственным воспитанием и привычками, утверждение себя, вопреки административным мерам, травле, сплетням и клевете».
Революционерка Вера Фигнер, находясь в тюрьме на четырнадцатом году заключения, писала, что читала раньше статью Успенского, а в тюрьме случайно наткнулась на саму картину «Курсистка» в виде репродукции, которой была посвящена статья. Фигнер признавала, что героиня ей сначала напомнила кого-то знакомого, но затем она поняла, что «для меня в ней просто воплощается вся наша молодёжь со всем, что в ней есть свежего, чистого и искреннего». Ирина Поленова писала, что одни, как Фигнер, воспринимали героиню картины как воплощение лучших черт молодого поколения, другие узнавали в ней конкретных людей, с которыми Ярошенко никогда даже не встречался, третьи воспринимали её как «конкретное общественное явление». Все они соглашались в том, что картина является манифестом, выражением идеала целого поколения.
В прессе появились и резко негативные отклики на полотно Ярошенко. Профессор гражданского права Новороссийского и Киевского университетов Пётр Цитович писал о полотне: «Полюбуйтесь же на неё: мужская шляпа, мужской плащ, грязные юбки, оборванное платье, бронзовый или зеленоватый цвет лица, подбородок вперёд, в мутных глазах всё: бесцельность, усталость, злоба, ненависть, какая-то глубокая ночь с отблеском болотного огня — что это такое? По наружному виду — какой-то гермафродит, по нутру подлинная дочь Каина. Она остригла волосы, и не напрасно: её мать так метила своих Гапок и Палашек „за грех“… Теперь она одна, с могильным холодом в душе, с гнетущей злобой и тоской в сердце. Её некому пожалеть, об ней некому помолиться — все бросили. Что ж, быть может, и лучше: когда умрёт от родов или тифа, не будет скандала на похоронах».
Художественный критик газеты «Санкт-Петербургские ведомости» Александр Ледаков писал (с сохранением орфографии оригинала): «Этюды, да ещё плохо написанные, благодаря только модному названию, нашею критикою зачастую раздуваются в великие произведения искусства… Точно так поступил и (из передовых, конечно, тоже) г. Ярошенко, написавший этюд бегущей во все лопатки, под вечер, по улице, отрёпанной, антипатичной девицы, с выпученными глазами, в шапке набекрень и с пледом на плечах, и назвал его „Курсистка“. Таким образом этюд бегущей во все лопатки девицы, можно было подумать, судя по типу, спешившей на известный промысел, явился на выставку под модным названием и предстал пред публикою картиною, в которой художник, очевидно, желал сказать, то есть бегом и выпученными глазами: „Посмотрите, дескать, какое стремление к науке наших женщин…“».
Ещё один консервативный рецензент увидел на полотне «безобразную и нечистоплотную барышню и ничего больше», но вынужден был признать, что на выставке именно эта картина больше всего привлекает внимание публики, что он объяснял злободневным названием полотна.

## Советские и современные российские искусствоведы, историки и культурологи о картине

### Жанровая принадлежность полотна
Михаил Неведомский в статье 1917 года делил все картины художника на две группы. Первая — полотна на литературные темы, отражающие общегуманистические идеалы. Вторая — портреты русской интеллигенции; картину «Курсистка» он относил именно к этой группе работ художника. Неведомский считал, что Ярошенко удалось запечатлеть самые привлекательные черты новой женщины своего времени.
По мнению Владимира Прыткова, картина решена художником как «полупортретный-полужанровый образ». Направленность фигуры девушки вперёд, размашистый шаг, спустившийся и поддерживаемый на ходу плед должны, по замыслу художника, передать быструю походку и силу характера девушек, преодолевавших множество препятствия ради знаний и равноправия с мужчинами. Порывая с родными, они приезжали в столицу и, поступив на курсы, зарабатывали частными уроками. Пейзажный фон большого и холодного города, по мнению исследователя, только поэтически дополняет образ девушки. Ярошенко в картине, обладающей внешними признаками бытового жанра, выступает не как художник-жанрист, а как портретист-психолог. В центре его внимания лицо девушки, «выделенное контрастным сопоставлением чёрной шапочки и белого воротничка». Художника привлекло сочетание силы характера с женственностью облика: смуглое, с нежным девичьим румянцем лицо девушки, наделённое «обаянием юности и нравственной чистоты» одухотворено мыслью. «Лёгкий наклон головы, чуть сдвинутые тонкие брови и открытый, устремлённый вперёд серьёзный взгляд» выражают состояние задумчивости и передают прямоту и упорство.

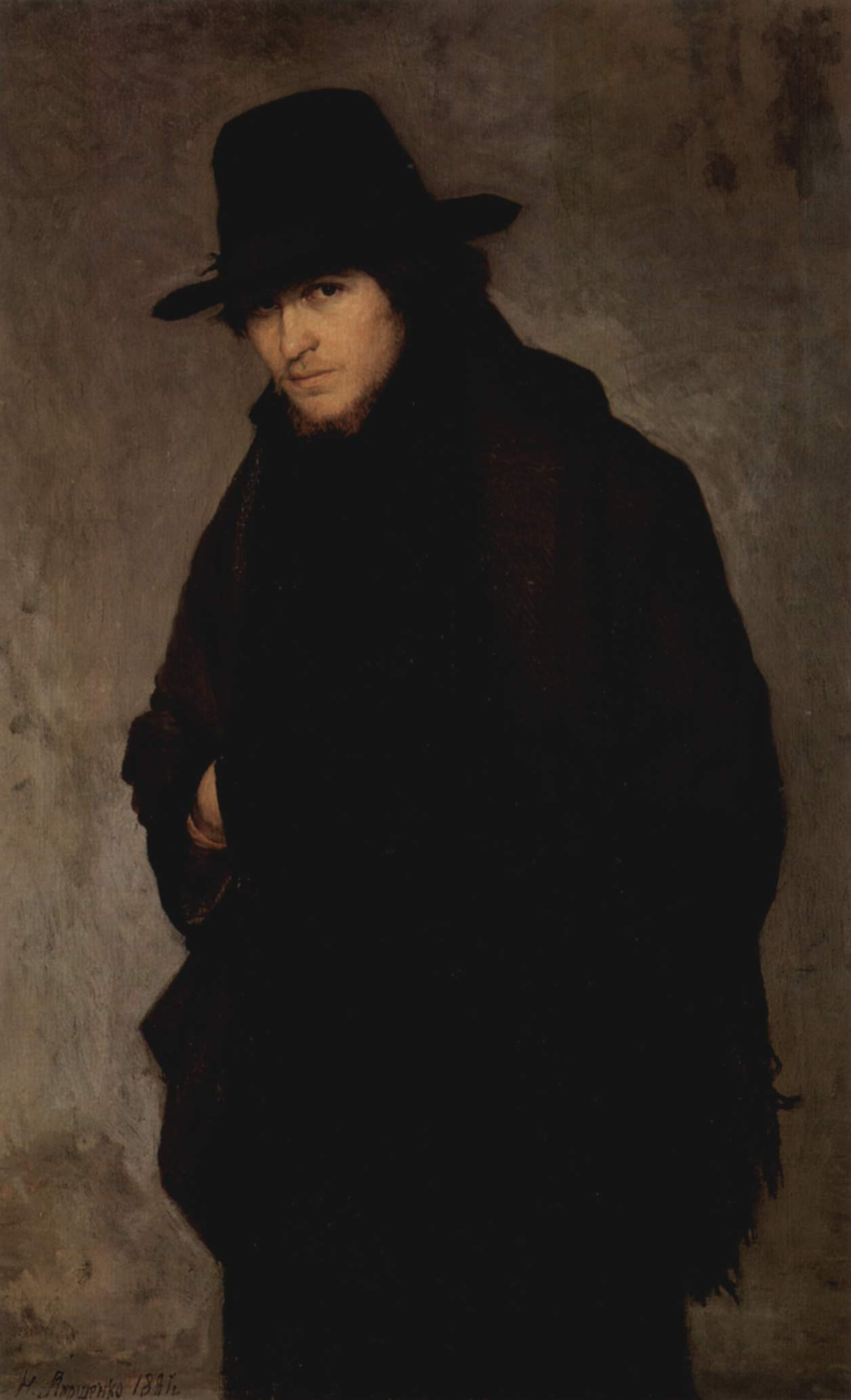
Николай Ярошенко. Студент, 1881 год

Академик Алла Верещагина называла картину «Курсистка» историческим портретом. Кандидат искусствоведения, ведущий научный сотрудник Третьяковской галереи Софья Гольдштейн отмечала, что Ярошенко тему борьбы революционной интеллигенции раскрывал не столько в жанровых сценах, сколько в типических образах современной ему молодёжи. Как «Студента» (1881, Государственная Третьяковская галерея, инв. 689, холст, масло, 87 × 60 см, слева внизу подпись «Н. Ярошенко 1881», полотно было приобретено П. М. Третьяковым до 1893 года), так и «Курсистку» она считала в первую очередь портретами. В портрете Чертковой она находила волевое начало одновременно с обаянием и женственностью. Характерные атрибуты одежды, по её мнению, придают портрету черты типического характера, олицетворяющего образ «женщины нового поколения, выступающей в жизни как равная с мужчинами». Она считала чрезвычайно важным, что своей цели художник достигал не средствами рассказа. В портрете курсистки есть лишь два его элемента: Черткову художник изобразил в движении, комментарием которого служит связка книг, которую она держит, и перспектива улицы, наполненной характерной для Санкт-Петербурга «влажной атмосферой», по которой идёт героиня. Искусствовед отмечала выразительность изображения психологического типа молодёжи этой эпохи.
Кандидат филологических наук Элеонора Гомберг-Вержбинская писала, что круг творческих интересов Ярошенко к началу 1880-х годов уже полностью определился — героями его картин стали люди из народа и передовая молодёжь, участники революционного движения. «Курсистка», по её мнению, находятся на грани между портретным и бытовым жанром; Гомберг-Вержбинская предлагала назвать её историческим портретом, что отражало бы социальную типичность героини полотна. Советский и российский искусствовед Татьяна Горина писала, что на картинах «Студент» и «Курсистка» Ярошенко изобразил новых для своего времени людей — разночинцев (сотрудница Русского музея, кандидат искусствоведения Елена Петинова даже называла эти две картины диптихом). Обе работы она характеризовала как «неэффектные, скромные и несколько однообразные по колориту», но видела в них искренность в раскрытии благородных идеалов, нравственной чистоты передовой интеллигенции своего времени. Она утверждала, что однофигурная композиция этих картин позволяла автору сосредоточить внимание на психологии, и считала, что несмотря на социальную конкретность и детализацию, в этих образах нет «мелкого бытовизма» и будничности.
Доктор исторических наук Николай Троицкий называл «Курсистку» собирательным портретом женщины-народовольца. По его мнению, эта работа, как и другие подобные картины Ярошенко, выражала нравственное превосходство героев народничества над царскими карателями. Сотрудница Научно-исследовательского института теории и истории изобразительного искусства Фрида Рогинская также относила «Курсистку» в творчестве передвижников к собирательным портретным образам разночинной интеллигенции — «типам» и «характерам» в сравнении с портретами-новеллами. Отмечался также предельный аскетизм молодой женщины, изображённой художником: в её костюме нет «ни одного лишнего „аксессуара“» или украшения.
Академик Российской академии наук Дмитрий Сарабьянов относил «Курсистку» к жанру «картин-портретов». С его точки зрения, подобные полотна характерны для творчества художника в 70-е — 80-е годы. В таких картинах «практически исключено какое бы то ни было действие», единственный персонаж смотрит прямо на зрителя. Картина-портрет символизирует новую Россию, но написана с конкретного человека. Этот подход, по словам Сарабьянова, «сближал… портрет и картину» — такое полотно содержит «в себе постоянную возможность как бы „войти“ в картину».

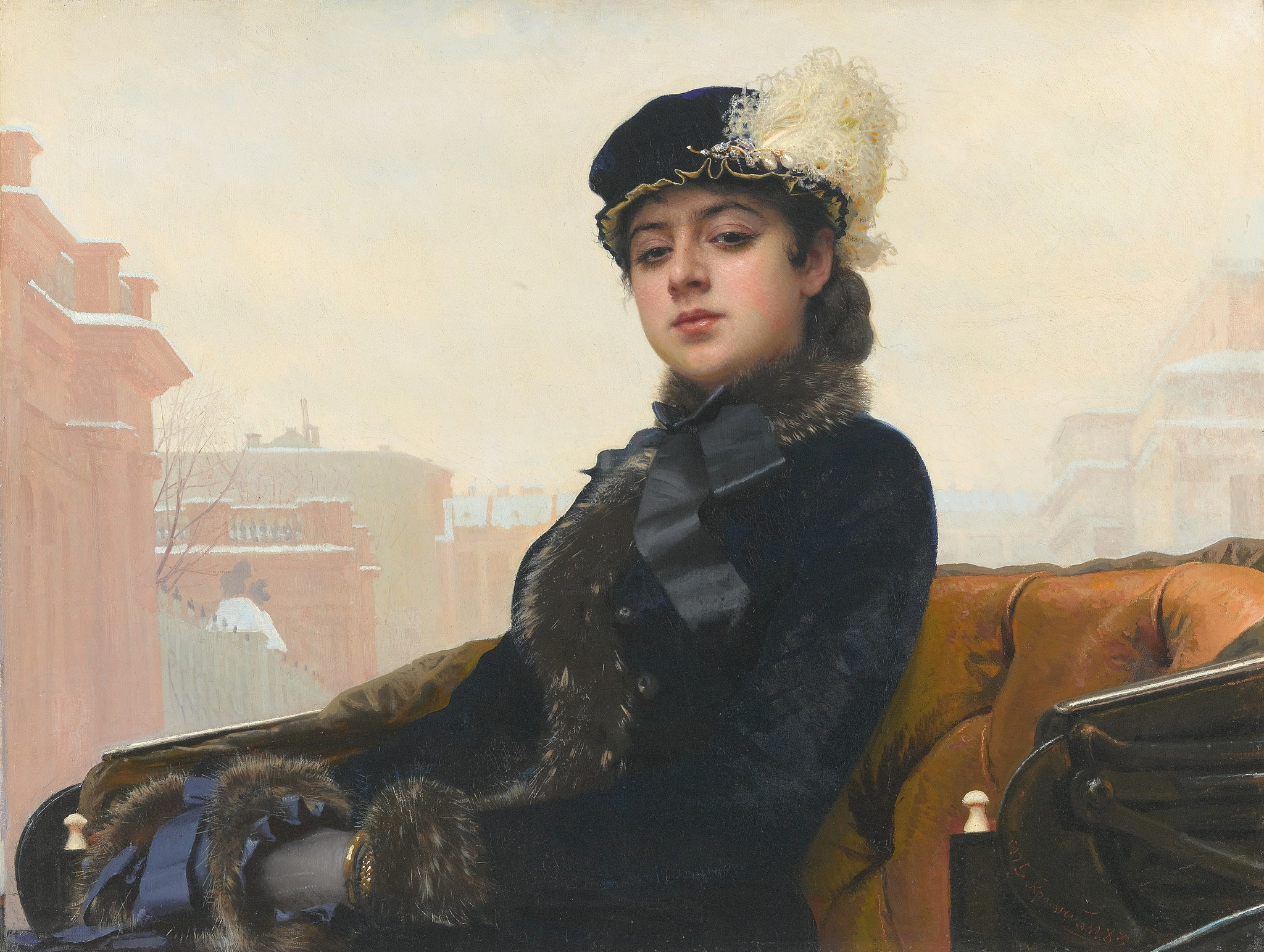
Иван Крамской. Неизвестная, 1883 год

### Изображение Санкт-Петербурга на картине
Валентин Булгаков писал о картине: «Прелестное своей одухотворённостью, серьёзностью и первой весенней свежестью личико этого юного существа, глубоко убеждённого в правильности, нужности и важности раз избранного пути, чудесно контрастирует с тяжёлыми очертаниями и хроническим ненастьем большого северного города!».
Ирина Поленова, сравнивая городской пейзаж в картинах «Студент» и «Курсистка», отмечала, что в первой картине герой — порождение города, его часть, «город без него немыслим», во второй же картине город лишён романтической таинственности. При этом способ показа города в картине «Курсистка» характерен для значительной части полотен художника: нет подробностей, изображается «характер» Санкт-Петербурга, а не детали, «скошен по диагонали тротуар», слякоть, серый фасад здания, голубоватый туман. Петербург «Курсистки» погружён в сумерки, тревожен и неуютен. Этот город, подавляя одних его жителей, наполняет энергией противодействия других (в другой своей работе исследовательница писала о поэтизации пейзажа, который в этой картине, в отличие от более ранних пейзажей, наполненных тревогой и одиночеством, подчёркивает бодрость и здоровье девушки — она идёт вперёд, «несмотря на грязь и слякоть»). Поленова делала вывод, что Санкт-Петербург Ярошенко красив, но не своими домами или улицами, а теми, кто, по словам Андрея Желябова, «подталкивает историю». По мнению Поленовой, между городом и героиней картины нет антагонизма: бодрый шаг, будничная одежда, спокойная уверенность девушки, её свобода и простота соответствуют Санкт-Петербургу, в котором она живёт. Исследовательница отмечала отсутствие случайности в том, что на той же XI Передвижной вставке была представлена и «Неизвестная» Ивана Крамского, которая, по её мнению, является символом другого Петербурга — города нуворишей, «города без лица», где всё покупается и продаётся.
Алла Верещагина писала, что художник подчеркнул скромность и чувство собственного достоинства девушки. Героиня находится в движении, она привлекает зрителя своей уверенностью. Её трогательную чистоту оттеняет городской ландшафт. Верещагина называла городской пейзаж на картине многозначительным образом общественной среды «в широком смысле». Она отмечала в картине волевую собранность, целеустремлённость героини полотна. Городской пейзаж дополняет образ, символизируя «большой холодный город», в котором разыгрывается борьба молодёжи за революционные идеалы. По мнению исследователя, зрителя поражает историзм образов Ярошенко. Он запечатлел характерные черты облика и создал «социально-положительный образ молодого человека своего времени». При этом, по мнению Дриллер, картины Ярошенко более раннего времени — конца 1870-х годов, воплощающие на холсте образ молодой революционерки, «не смогли стать символом женского движения».

### «Курсистка» и картина Ильи Репина «Не ждали»

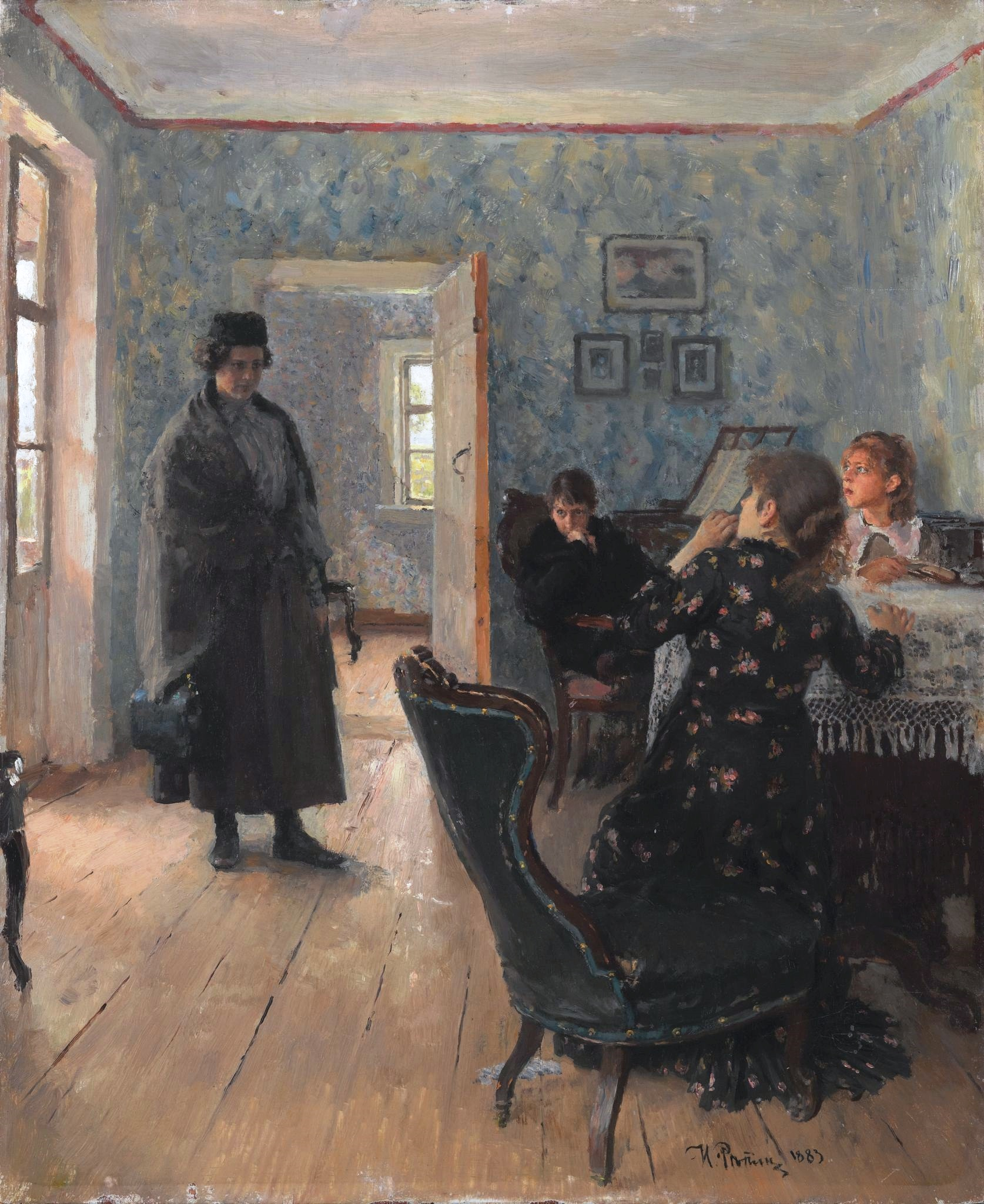
Илья Репин. «Не ждали» (первый вариант картины, начат в 1883 году)

Доктор искусствоведения Илья Зильберштейн в своей статье 1948 года «Новые страницы творческой биографии Репина» отмечал, что к моменту открытия XI Передвижной художественной выставки на первоначальном варианте картины Ильи Репина «Не ждали» (Государственная Третьяковская галерея, холст, масло, 45,8 × 37,5 см, этот вариант картины начат в 1883, а доработан в 1898 году) в качестве возвратившегося из ссылки персонажа была изображена девушка. Костюм революционерки на этой картине полностью совпадал с одеждой курсистки на картине Николая Ярошенко. Обе они одеты в плед и носят на голове маленькую шапочку. Репин не раз бывал на XI Передвижной выставке, где видел полотно Ярошенко. Кроме других произведений, Репин представил на ней картину «Вернулся» (1877, другое название — «Возвращение с войны», холст, масло, 69,2 × 90,5 см, Эстонский художественный музей, Таллинн), которую, как было зафиксировано в каталоге выставки, он пожертвовал в пользу «слушательниц Женских врачебных и Бестужевских курсов». Зильберштейн предположил, что, когда Репин увидел «Курсистку» и прочитал отзывы о ней в прессе, то пришёл к решению заменить фигуру девушки в окончательном варианте на фигуру молодого человека.
Кандидат наук Ольга Лясковская считала, что определить, какая фигура, женская или мужская, была в первоначальном замысле картины Репина уже невозможно. При этом она допускала, в отличие от Зильберштейна, что женский образ в картине мог быть навеян «Курсисткой» Николая Ярошенко. Искусствовед писала, что Репин находился «под обаянием» картины Ярошенко. Лясковская оговаривала, что дочь Репина Надежда не могла послужить прототипом героини женского варианта с самого начала, так как в 1883 году, когда Репин начал работу над этим вариантом, Надежде было 9 лет. Она предполагала, что черты дочери художник персонажу придал только в 1898 году, когда вернулся к этому варианту. Академик Игорь Грабарь приводил оба мнения в своей двухтомной монографии о Репине, но не выразил своей точки зрения по предмету спора.
Ещё одно мнение высказала советский искусствовед Софья Пророкова, автор биографии Репина. По её мнению, Репин понимал, какое высокое гражданское значение приобретёт его картина. Поэтому он заменил девушку из первого, по её мнению, варианта на молодого человека во втором — «бегущие из тюрьмы тогда встречались редко, это был всё ещё частный случай, а для глубокого обобщённого произведения нужно было найти тип революционера».

### Другие проблемы
Ирина Поленова писала, что героиня картины воспринимает упорный и изматывающий труд (работа в лаборатории, присутствие на лекциях, частные уроки) как потребность, а не принуждение, не обращая внимание на недоедание и неустроенность, разрыв с семьёй и близкими людьми. Именно это придаёт её лицу одухотворённость и «светлое спокойствие». По мнению искусствоведа, Ярошенко ответил картиной на вопрос «о сути прекрасного». Это — труд на благо народа и готовность на подвиг, связанный с отрицанием существующего общественного порядка. Поленова подчёркивала, что особое значение картине придаёт дата её создания (начало правления Александра III) — эпоха безвременья и безразличия, скептицизма, «примирённости со злом», «мутного потока порнографии». «Курсистка» показывала, что «идеал жив, не измят жизнью». Исследовательница считала, что героиня воплощает в себе идеал русской интеллигенции, включающий в себя душевную чистоту и силу, постоянную работу пытливой мысли, физическое и духовное здоровье, неустанный труд и самоограничение во имя народного блага. Владимир Секлюцкий писал, что продолжением линии «Курсистки» в творчестве художника стало полотно «У Литовского замка», но если «Курсистка», по его мнению, говорит «об участии революционной молодёжи в теоретических вопросах», то полотно «У Литовского замка» показывает её в действии.

Эжен Делакруа. Свобода на баррикадах, 1830

Искусствовед и писатель Леонид Волынский писал, что девушка на картине Ярошенко с шалью на плечах и книгами, шагающая по обычной мостовой, для русских прогрессивно мыслящих людей была значительно ближе, чем Свобода на картине Эжена Делакруа в виде прекрасной женщины на баррикаде во фригийской шапочке со знаменем, зовущей народ к борьбе за революционные идеалы. Полотно Ярошенко заставляло Волынского вспомнить ссыльную учительницу Надежду Крупскую и других русских женщин без лишнего пафоса отдавших жизнь за общее дело.
Взаимопереходы коричневато-рыжих и серо-фиолетовых тонов (чёрная юбка и шапочка, тёмно-синий плед и коричневая блуза, рыжеватые разводы на мокром тротуаре), характерных для картины, Прытков считал наследием искусства демократического направления в живописи 60—70-х годов XIX века. Каждый цвет, по его словам, выдержан «в единой светосиле и попадает в общий тон». Прытков отмечал, что в картине «Курсистка», которая была создана после поражения революционного народничества, отсутствует революционная романтика образа героини картины «У Литовского замка», но присутствуют простота, поэтичность, «жизнеутверждающая вера художника в упорство и энергию нового поколения русской молодёжи». По мнению искусствоведа, картина — «поэтический символ молодой России, которой принадлежит будущее».
Лауреат Золотой медали Российской академии художеств Евграф Кончин писал, что десятилетием раньше или позже картину могли бы и не заметить; создав картину именно в 1883 году, Ярошенко попал «в эпицентр общественного мнения». С точки зрения Кончина, картина не привлекает внимание зрителя художественными, колористическими или образными достоинствами, исполнена предельно просто и кажется натурным этюдом. Он делал акцент на том, что к теме курсисток художник ещё неоднократно возвращался позже в картинах «Лекция на женских курсах», «Экзамен курсистки у Грубера» (1887, акварель), «Сестра милосердия» (1886, Ивановский областной художественный музей) и «Причины неизвестны» (картина входила в собрание Одесского художественного музея и погибла во время Великой Отечественной войны).

## Картина «Курсистка» в преподавании
Искусствоведческий анализ картины включён в первый том двухтомника «Русская живопись XIX века: книга для чтения с комментарием», изданного в 1990 году и предназначенного для изучения русского языка иностранными студентами. Анализ полотна Николая Ярошенко или его упоминание в качестве примера творчества художника-реалиста также неоднократно включался в учебные пособия для средней школы и вузов. Среди таких пособий «Русская литература: учебное пособие для 9 класса средней школы» 1971 года, «Русская культура второй половины XIX века: учебное пособие» 1998 года, «История России с иллюстрациями. Краткий курс. Учебное пособие» 2018 года.